# Haplophylax
Haplophylax é um gênero de traça pertencente à família Cosmopterigidae.